# Hooghuis van Vladeracken
Het Hooghuis van Vladeracken was een 13e of 14e-eeuwse stadskasteel op de Markt in 's-Hertogenbosch.

## Geschiedenis
De eerste eigenaar van het kasteel was de adellijke familie van Brecht, die het in in 1476 aan de familie van Vladeracken verkocht. Het gebouw werd in de 15e eeuw voorzien van een siergevel. Het Hooghuis bezat grote kelders die deels boven de grond waren aangelegd. Hierdoor bevond de grote zaal op de hoger gelegen begane grond. Voor de gevel van het Hooghuis stonden twee zogenaamde 'satelliethuisjes'; uitgebreide keldertoegangen met winkeltjes.
In het begin van de 16e eeuw werd het Hooghuis onderverhuurd aan onder andere enkele kleermakers. In 1618 koopt Boudewijn van Santvoirt het huis, waarna in 1626 het slecht onderhouden gebouw instort en 16 personen (waaronder van Santvoirt) om het leven komen. De kinderen van Boudewijn van Santvoirt herbouwen kort daarop het rechterdeel van het terrein. De gebouwen "De Vijzel" (na 1630) en "De Vijf Ringen" (1635) zijn uiteindelijk op de plek van het voormalige Hooghuis gebouwd.
De 15e-eeuwse kelders zijn in 1975 bij de bouw van de C&A gesloopt.

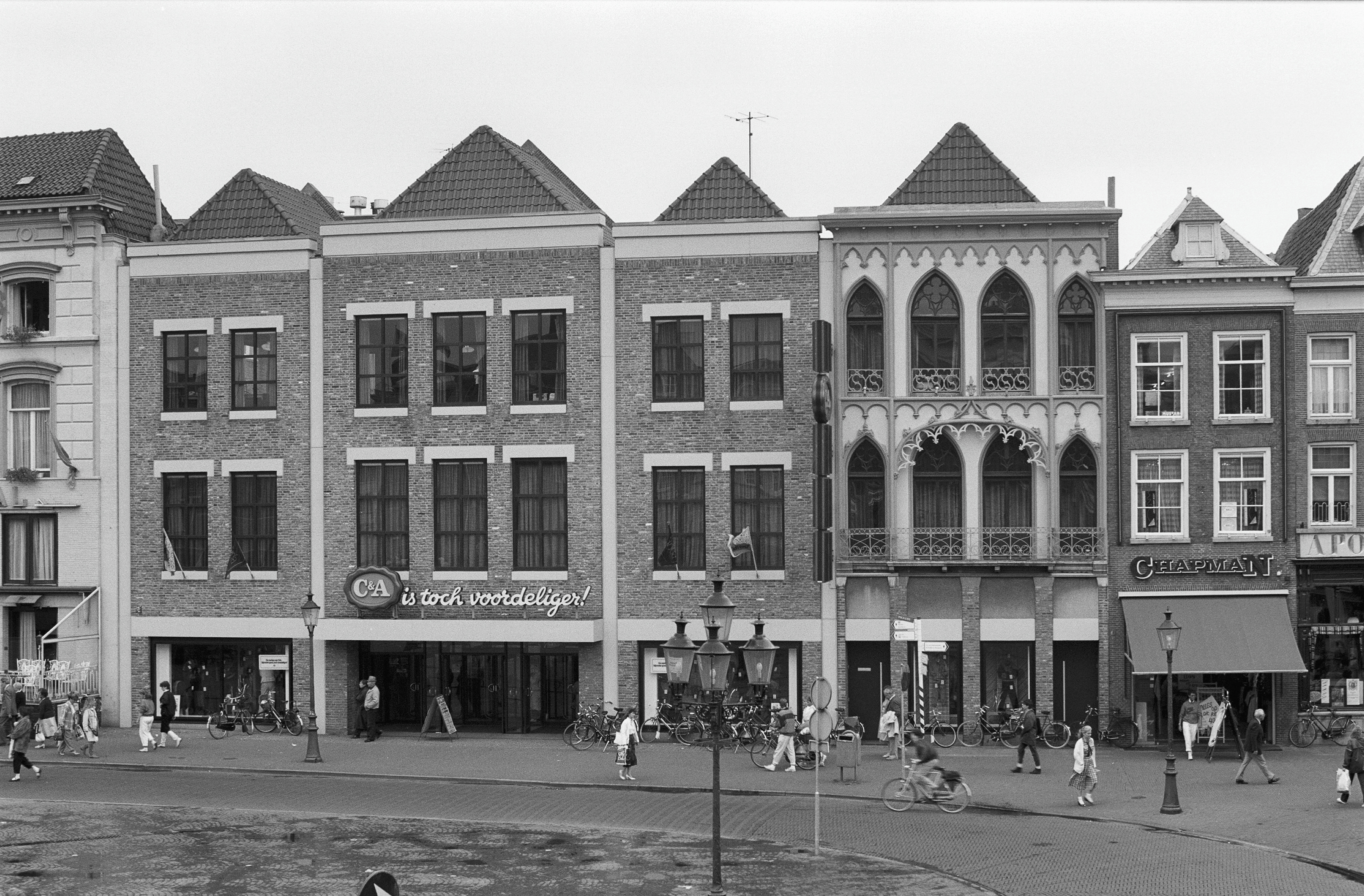
Huidige C&A. (1975)
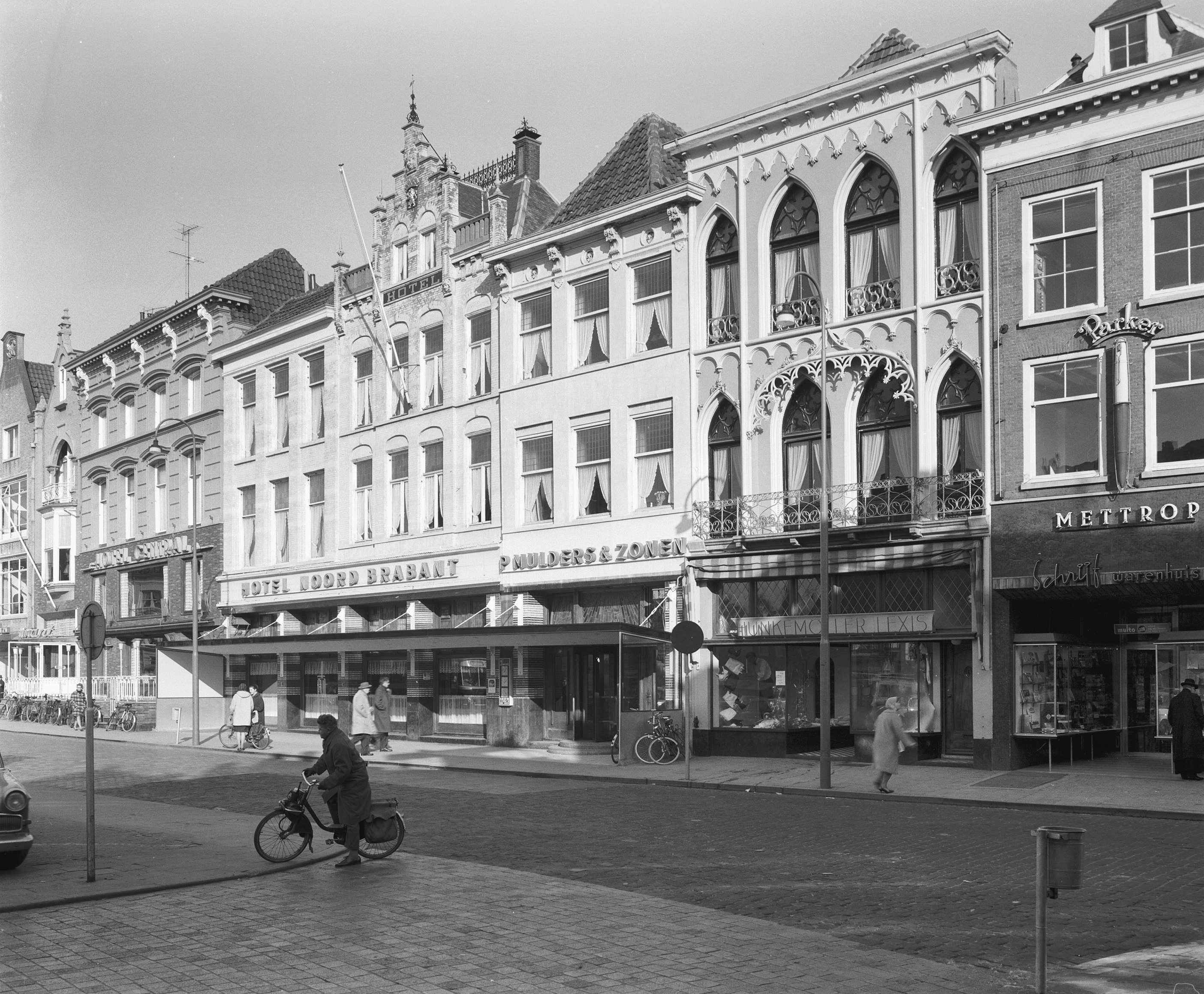
voormalig 'Hotel Noord Brabant' (links). nu C&A (Markt 37)
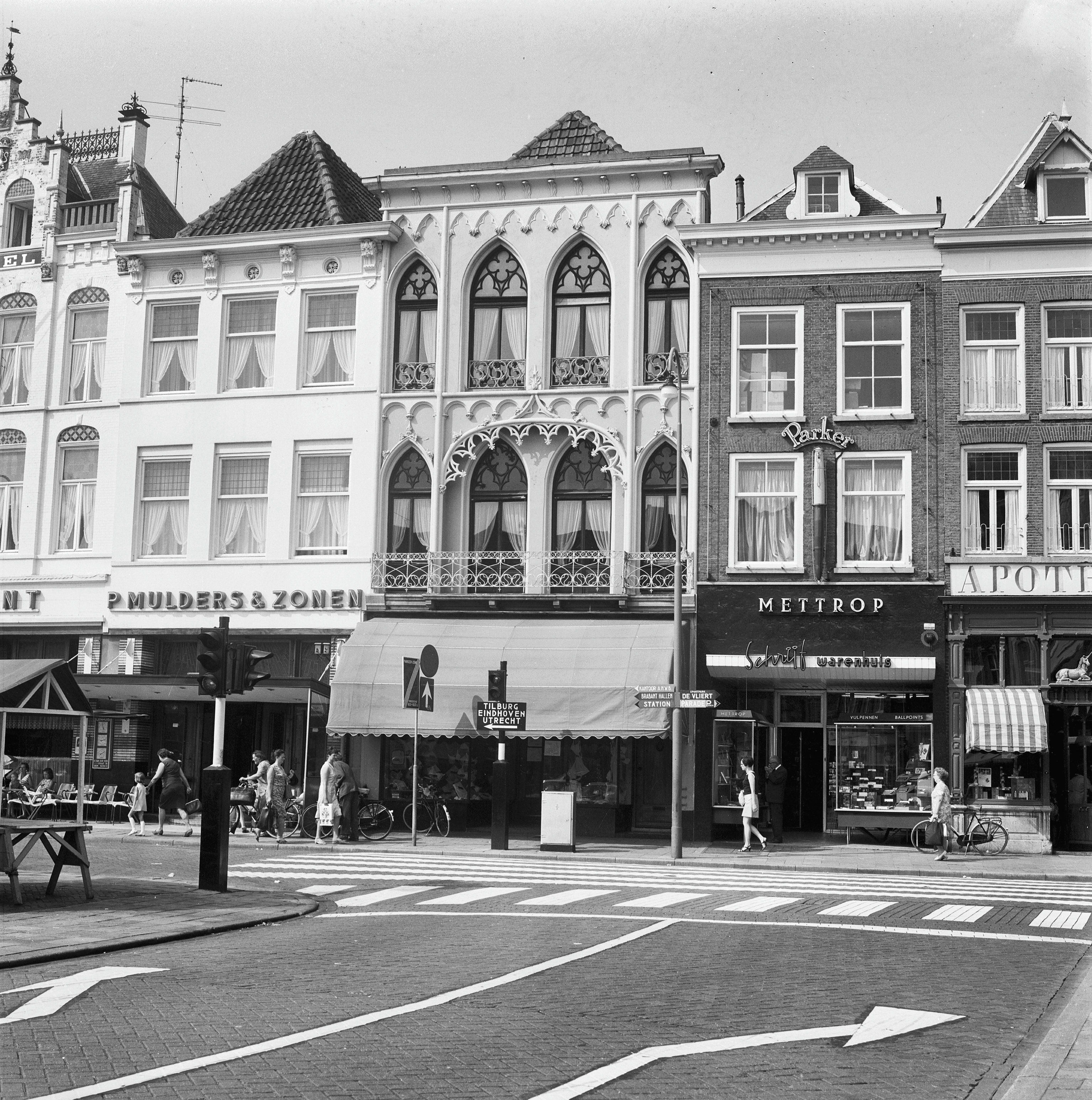
locatie Hooghuis van Valderacken (Markt 39-41)

Aldendriel · Asten · Barendonk · De Blauwe Kamer · Blokhuis te Leensel · Blokhuis te Liessel · Blokhuis op Ter Vloet · Bokhoven · Bouvigne · Bronkhorst · Boxmeer · Breda · Kasteel Croy · Cranendonck · De Donk (Someren) · Dommelrode · Dussen · Eckart · Eikenlust · Emmaus · Eymerick · Frisselstein · Gageldonk · Geldrop · Gemert · Groot Kasteel · Klein Kasteel · Groenendaal · De Hattert · Heeswijk · Heeze · Helmond · Henkenshage · Hooghuis op de Schouw · De Laar · Loon op Zand · Markiezenhof · Het Makken · Maurick · Meeuwen · Mierlo · Muggenheuvel · Nemerlaer · Nieuw-Herlaar · Nieuwenroy · Oijen · Onsenoort · Het Oortje · Oud Beijsterveld · Oud-Herlaar · 't Oude Huys · Rijswijk · Seldensate · Slotjes van Oosterhout · Soeterbeek · Stakenborch · Stapelen · Strijdhoef · Strijen · Tilburg · Paleis-Raadhuis · Tongelaar · Walstein · Wamberg · Het Witte Kasteel · Wouw · Zuidewijn · Zwijnsbergen